# Фірстово (Омська область)
Фірстово (рос. Фирстово) — село у Великоуківському районі Омської області Російської Федерації.
Муніципальне утворення — Фірстовське сільське поселення. Населення становить 429 осіб.

## Історія
Згідно із законом від 30 липня 2004 року входить до складу муніципального утворення Фірстовське сільське поселення.

## Населення
| 1926 | 2010 |
| ---- | ---- |
| 804  | ↘429 |